# The Calling - La chiamata
The Calling - La chiamata è un film del 2000 diretto da Richard Caesar. La maggior parte del film è stato girato in Cornovaglia e a Londra.

## Trama
Kristie ha una vita normale: un marito, un figlio, un buon lavoro e una bella casa. La sua vita viene sconvolta dopo l'uccisione della sua migliore amica e del figlio dei suoi vicini di casa. Un giorno, mentre torna a casa, viene accompagnata da un tassista che le rivela un'inquietante verità su suo figlio, che dice essere la reincarnazione di Satana in persona.